# 조명훈
조명훈 (趙銘訓, 1988년 4월 22일 ~ )은 2013년 5월 25일 대구광역시 중구 삼덕동 클럽에 옆자리에 앉아있는 여대생을 보고 택시로 뒤쫓아가 택시가 신호에 멈춘 사이 택시 뒷문을 열고 남자친구라 말하고 남모씨를 납치, 자신의 집으로 데려가 성폭행·살해하고 경주의 한 저수지에 피해자의 사체를 유기한 범죄자이다. 가족관계로는 동생 조성훈이 있다. 2013년 6월 초 검거되었고 같은 해 6월 27일 구속 기소되었다. 2014년 7월 대법원에서 무기징역, 신상정보 공개 10년, 위치추적전자장치(전자발찌) 부착 30년이 확정되어, 현재 경북북부교도소(구 청송교도소)에 수감 중이다.

## 같이 보기
- 김수철
- 조두순
- 안양 여고생 납치 살해 사건
- 용산 초등학생 성폭행 살해 사건
- 일산 초등학생 납치 미수 사건
- 대구 여대생 살인 사건